# Opacoinvolvulus lepidus
Opacoinvolvulus lepidus is een keversoort uit de familie Rhynchitidae. De wetenschappelijke naam van de soort is voor het eerst geldig gepubliceerd in 1930 door Voss.